# Grabstele (NAMA 7901)

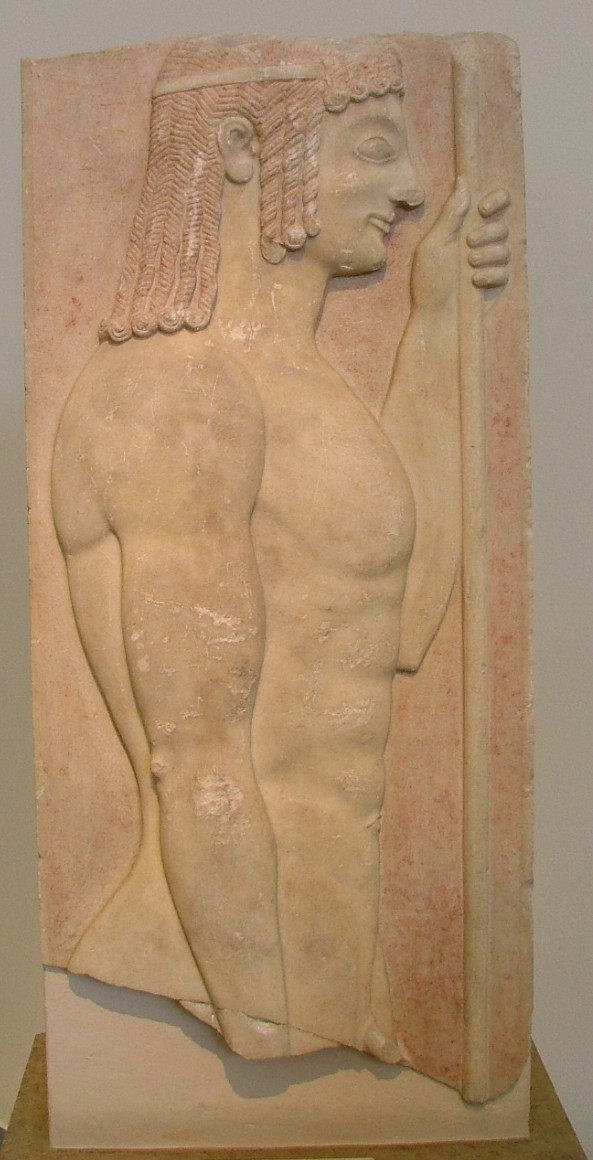
Grabstele in der aktuellen Aufstellung in Athen.

Die attische Grabstele im Archäologischen Nationalmuseum Athen (NAMA) mit der Inventarnummer 7901 ist ein archaisches Grabmal eines jugendlichen Griechen, das um die Mitte des 6. Jahrhunderts v. Chr. geschaffen wurde.
Die Stele ist nur noch zum Teil erhalten. Es fehlt der untere Teil ab der Hüfte, zudem die Bekrönung. Auch darüber hinaus gibt es an Haut, Haaren und weiteren Details Bestoßungen, ohne dass diese den Eindruck der relativ guten Erhaltung nachdrücklich trüben würden. Ein kleines abgebrochenes Stück der Hüfte und des rechten Arms wurden wieder angefügt. Rechts und links wird die Stele von zwei dünnen Reliefbändern begrenzt. Der seitlich und nach rechts ausgerichtet dargestellte junge Mann wird in ruhiger, für die Archaik typisch unbeweglicher Pose gezeigt. Er ist nackt und muskulös, was einen kraftvollen Eindruck vermittelt; der Speer in der erhobenen linken Hand weist ihn als Sportler aus. Der rechte Arm hängt an der Seite herab. Die schulterlangen Haare sind zu Locken geflochten, zwischen Auge und Ohr hat er einen kinnlangen Zopf. Das Haar wird von einem dünnen Band zusammengehalten, über das an der Vorderseite das Haar fällt.
Die originale Gesamthöhe des Grabdenkmals wird mit 4,5 Metern angenommen. Als Bekrönung werden sitzende Sphingen vermutet. Der erhaltene Teil der Stele ist 1,16 Meter hoch und bis zu 52 Zentimeter breit. Nach oben hin verjüngt sich die Stele aus parischem Marmor. Beim Hintergrund und den Haaren ist noch großflächig rotbraune Farbe erhalten. Die 1973 bei Untersuchungen an der themistokleischen Mauer in Athen gefundene Stele wird in die Zeit um die Jahre 550/540 v. Chr. datiert.